# Goeksegh
Goeksegh (sydsamiska för norrsken) släpptes den 19 maj 2014, och är ett studioalbum av Jon Henrik Fjällgren. Det återutgavs den 28 februari 2015 under namnet "Goeksegh – Jag är fri" och återutgåvan lyckades i mars 2015 toppa den svenska albumlistan.

## Låtlista
1. "Jag är fri" (3:00) (endast på 2015 års återutgåva)
2. "Daniel's Joik" (6:31)
3. "The Reindeer Herder's Joik" (5:57)
4. "Utøya" (7:57)
5. "The Wolf" (5:41)
6. "My Twin" (4:31)
7. "My Home Is My Heart" (5:21)
8. "I'm Sorry" (5:17)
9. "Nejla's Joik" (4:22)
10. "Father's Joik" (2:08)
11. "My First Love" (4:15)
12. "Your Song' (5:45)

## Listplaceringar
| Lista (2014-2015) | Topplacering |
| ----------------- | ------------ |
| Sverige           | 1            |

### Fotnoter
1. ↑  ”Goeksegh”. Svensk mediedatabas. 26 februari 2014. http://smdb.kb.se/catalog/id/003500578. Läst 16 juli 2015.
2. ↑  ”Det hörbara ljuset – Samiska föreställningar om norrskenet”. Tidningen Härjedalen. 15 mars 2023. https://www.tidningenharjedalen.se/2023-03-15/det-horbara-ljuset-samiska-forestallningar-om-norrskenet/. Läst {{subst:LOCALDAY}} {{subst:LOCALMONTHNAME}} {{subst:LOCALYEAR}}.
3. ↑  ”Goeksegh - Jag är fri”. Svensk mediedatabas. 26 februari 2015. http://smdb.kb.se/catalog/id/003567716. Läst 16 juli 2015.
4. ↑  ”18 Hits”. Swedishcharts. 2014-2015. http://www.swedishcharts.com/showitem.asp?interpret=Jon+Henrik+Fj%E4llgren&titel=Goeksegh&cat=a. Läst 17 juli 2015.